# Sin: Nanatsu no Taizai
Sin: Nanatsu no Taizai (яп. sin 七つの大罪 Син: Нанацу но тайдзай, букв.«Прегрешение: Семь смертных грехов») — аниме-сериал режиссёра Киндзи Ёсимото и совместного производства студий Artland и TNK. Его премьера состоялась 15 апреля 2017 года.

## Сюжет
Действия вращаются вокруг носителей семи грехов человечества. Люцифер, ставшая падшим ангелом в результате своей гордыни, была отправлена архангелом Михаилом в самые недра ада, где та должна была понести наказание за то,что ставила свои амбиции выше господних. По пути в ад, Люцифер встречается с юной девушкой Марией Тоцукой, где та сразу же передаёт ей часть своей ангельской крови. Попав в ад, падший ангел сталкивается с семёркой демонов, каждая из которых носит в себе смертный грех всего человечества, где её сразу побеждают и проклинают семью печатями грехов. Потерпев поражение и обратившись в демона, Люциферу удаётся сбежать из плена носительниц грехов, и отправиться вместе с молодой демоницей Леви на поверхность, где уже будучи демоном гордыни, падший ангел подчиняет себе Марию, забрав её сердце. Теперь вместе со своими спутницами, Люцифер стремится одолеть все семь смертных грехов чтобы освободиться от проклятия и тем самым заполучить власть над адом.

## Персонажи

### Основные
Люцифер (яп. ルシフェル Русифэру) — главная героиня истории. До событий истории была ангелом, возглавляющий святой патриархат, и главой Семи небесных добродетелей, но из-за высвобождения собственной гордыни и нежеланию слепо повиноваться Божьей воле была предана и изгнана своим товарищем архангелом Михаилом, в самые глубокие недра ада, где Люцифер столкнулась с носителями смертных грехов и была по их желанию превращена в демона гордыни. Люцифер очень гордая и самолюбивая девушка, однако иногда она показывает и свою добрую сторону, особенно к Марии, о которой та сильно заботится. Гибнет в битве с Михаилом, но воскресает благодаря жертве Марии и побеждает Михаила, после чего возвращает Марию к жизни, оставляя ей свою кровь ангела. Становится новой главой Семи смертных грехов.
Сэйю: Эри Китамура
Мария Тоцука (яп. 十束 真莉亜 Тоцука Мариа) — юная служительница церкви. Впервые Мария встретилась с Люцифером, когда та ещё была ангелом и та передала ей свою кровь. Позже становится её подчинённой, когда Люцифер обратилась в демона гордыни и забрала сердце девушки. Мария добрая, заботливая и наивная девушка. Несмотря на то что она принудительно исполняет прихоти Люцифера, девушка проявляет к ней заботу и доброту. В последнем эпизоде выясняется, что Люцифер знала о преданности Марии ей, что является основной причиной, по которой Люцифер восстала против решения Бога уничтожить человечество, и почему им изначально было суждено встретиться. В конце жертвует собой, чтобы вернуть к жизни Люцифер.
Сэйю: Мэгуми Тода
Левиафан (яп. リヴァイアサン Рибаиасан) — демон зависти и спутница Люцифер. В конце входит в новый состав Семи смертных грехов.
Сэйю: Аканэ Фудзита

### Смертные грехи
Велиал (яп. ベリアル Бэриару) — демон тщеславия и глава Семи смертных грехов. В прошлом была ангелом Сатанаэлем, но из-за того что она давала людям ложные надежды на помощь Бога, была изгнана в недра ада Люцифером и Михаилом. В конце изгнана на Землю вместе с Астарот.
Сэйю: Сидзука Ито
Сатана (яп. サタン Сатан) — демон гнева, чья главная задача — судить души мертвых на пороге Врат Ада и приговаривать заслуживающих к вечному проклятию. Несмотря на то, что у неё вспыльчивый характер, она имеет понятие о чести и любит милые и невинные вещи (особенно Вельзевула). В бою использует топор. Имеет по всему миру армии своих последователей.
Сэйю: Ариса Сакураба
Вельзевул (яп. ベルゼブブ Бэрудзэбубу) — демон чревоугодия. Считает, что еда должна приносить людям счастье.
Сэйю: Юй Огура
Бельфегор (яп. ベルフェゴール Бэруфэго:ру) — демон лени. Много времени проводит за компьютерными играми.
Сэйю: Аи Какума
Астарот (яп. アスタロト Асутарото) — демон уныния. Также является известной интернет-певицей. Добровольно ушла на Землю вместе с Велиал.
Сэйю: Азуса Тадокоро
Маммон (яп. マモン Мамон) — демон жадности. Мать пятисот тысяч детей, для содержания которых производит и продаёт зелья и скупает и сдаёт недвижимость в аренду.
Сэйю: Ёко Хикаса
Асмодей (яп. アスモデウス Асумодэусу) — демон похоти. Обожает давать наслаждение и испытывать его сама.
Сэйю: Тиаки Такахаси

### Прочие
Михаил (яп. ミカエル Микаэру) — архангел святого патриархата. Ангел Веры, Глава Семи небесных добродетелей. Именно она изгнала Люцифер в глубины ада, когда той полностью овладела гордыня. В конце вновь сразилась с Люцифер и убила её, но когда та воскресла, была ей побеждена и вернулась на Небеса. В спин-оффе Nanatsu no Bitoku Михаил выбирает потенциального Мессию и тренирует его как воина. Там же выясняется, что она обожает омлет.
Сэйю: Юми Ютияма
Мина (яп. 美菜) — послушница церкви, игривая, кокетливая одноклассница и лучшая подруга Марии. Она не разделяет её талант и поэтому не верит в существование ангелов и демонов.
Сэйю: Мию Томита

## Список серий
| 1                                                         | Гордость падшего ангела «Го:мантару Датэнси» (傲慢たる堕天使)                                                                                                   | 15 апреля 2017 года |
| 2                                                         | Во власти дикой зависти «Ситто-юэ но Бо:со:» (嫉妬ゆえの暴走)                                                                                                   | 22 апреля 2017 года |
| 3                                                         | Пляж похоти «Сикиёку но Нагиса» (色欲の渚) | 29 апреля 2017 года |
| 4                                                         | Город тумана, в котором кипит жадность «Го:ёку Угомэку Кири но Мати» (強欲うごめく霧の街)                                                                       | 6 мая 2017 года     |
| 4.5                                                       | Деяния самих демонов «Масани Акума но Сёгё:» (まさに悪魔の所業・・・)                                                                                           | 13 мая 2017 года    |
| Компиляция предыдущих эпизодов.                           | |                     |
| 5                                                         | Дева уныния «Ю:цуна Утахимэ» (憂鬱なる歌姫) | 20 мая 2017 года    |
| 6                                                         | Леность в интернете «Таида Онраин» (怠惰オンライン) | 27 мая 2017 года    |
| 7                                                         | Безобидная обжора «Тога Наки Бо:соку» (咎なき暴食) | 3 июня 2017 года    |
| 8                                                         | Вольный гнев «Токиханатарэ та Фундо» (解き放たれた憤怒) | 10 июня 2017 года   |
| 9                                                         | Оставь надежды, всяк сюда входящий «Нандзи ко Сэцу но Кибо: о Сутэё» (汝こ切の希望を捨てよ)                                                                     | 17 июня 2017 года   |
| 10                                                        | Любите врагов своих и молитесь за тех, кто докучает вам «Нандзи но Тэки о Аиси, Нандзира о Сэмэ Са но Тамэ ни Инорэ» (汝の敵を愛し、汝らを責むる者のために祈れ) | 24 июня 2017 года   |
| 10.5                                                      | Специальный эпизод! Ограниченные во времени погрешения «Кинкю: Токубан! Монгэн-ябури но Цуми» (緊急特番！門限破りの罪)                                          | 1 июля 2017 года    |
| Эпизод-клип, состоящий из нарезки некоторых сцен сериала. | |                     |
| 11                                                        | Проси, и тебе будет даровано прощение «Мотомэё, Сараба Атаэрэн» (求めよ、さらば与えれん)                                                                        | 8 июля 2017 года    |
| 12                                                        | Целый мир без происшествий, словно обитель божья «Ками ва Тэн ни Имаси, Субэтэ Ё ва Кото мо Наси» (神は天にいまし、すべて世は事も無し)                          | 30 июля 2017 года   |